# Talpó de Pennsilvània
El talpó de Pennsilvània (Microtus pennsylvanicus) és una espècie de talpó que viu a Nord-amèrica.